# Plymouth Explorer
Pour les articles homonymes, voir Plymouth et Explorer.
La Plymouth Explorer concept est une voiture de sport concept car GT de 1954, du constructeur automobile américain Plymouth (Chrysler). 

## Historique
Ce concept car est conçu par le chef-designer Virgil Exner de Chrysler, en collaboration durant les années 1950 avec le designer italien Luigi Segre (en) de Ghia à Turin,.

Desert Classic Concours d’Elegance de Palm Springs en Californie
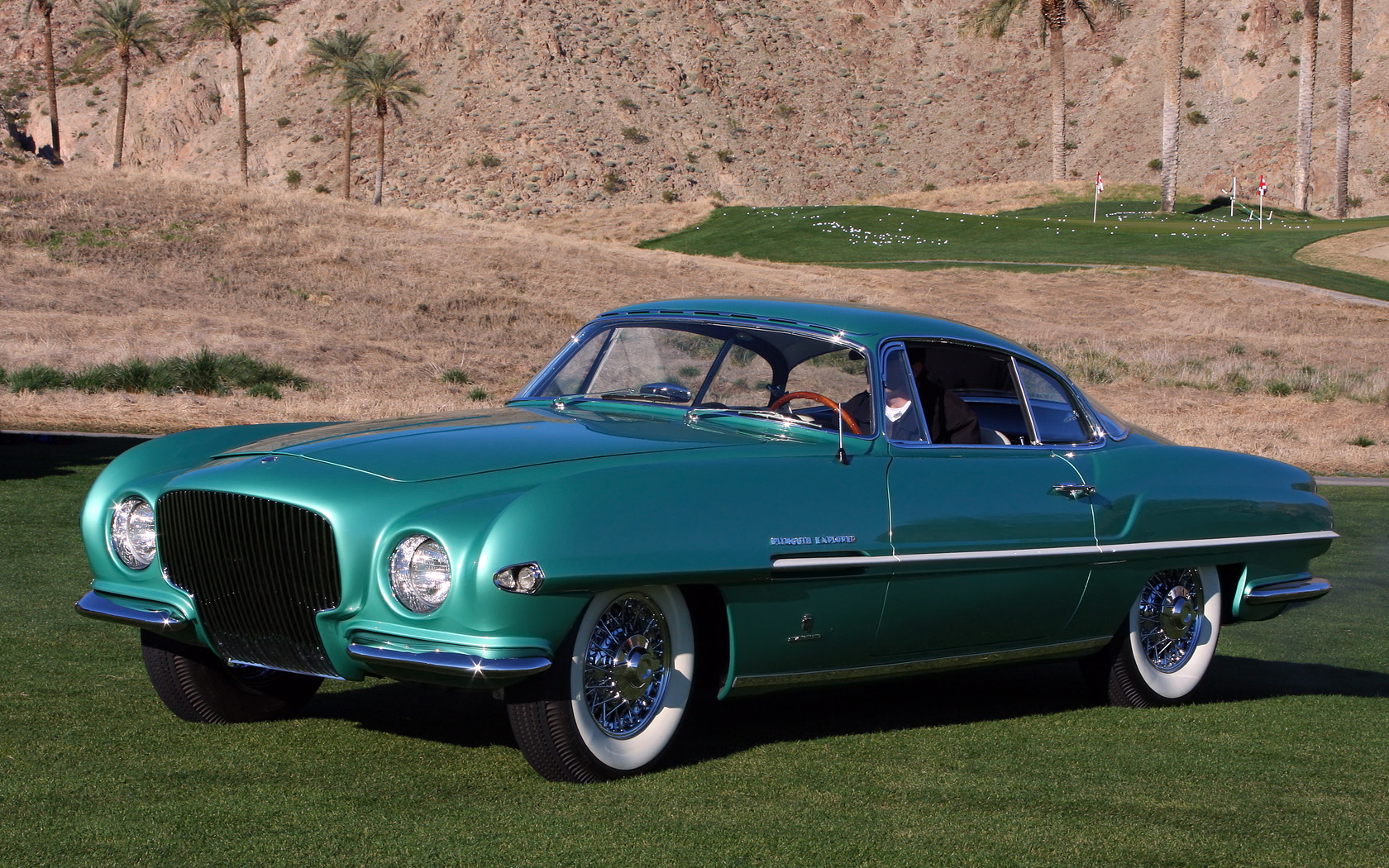
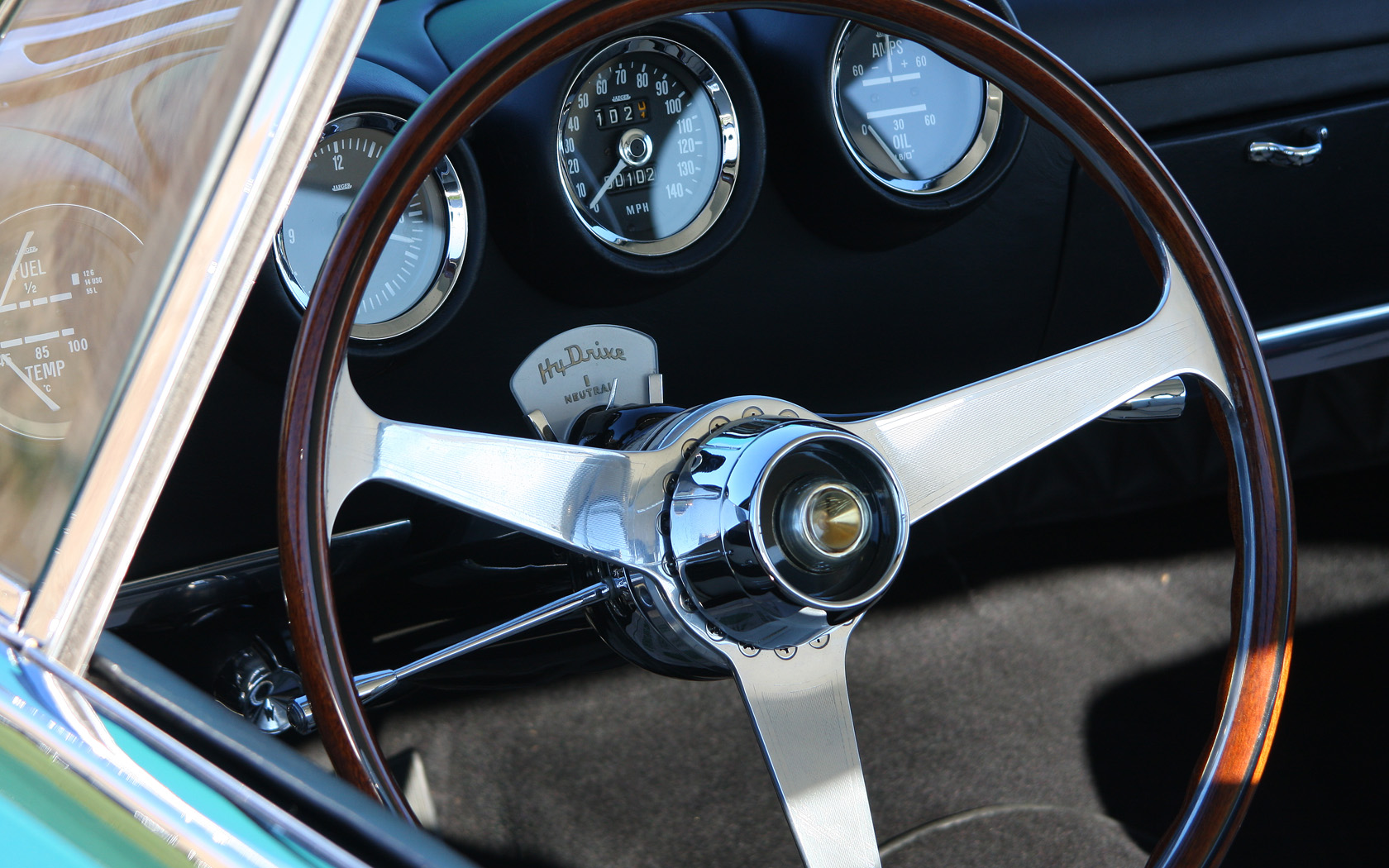
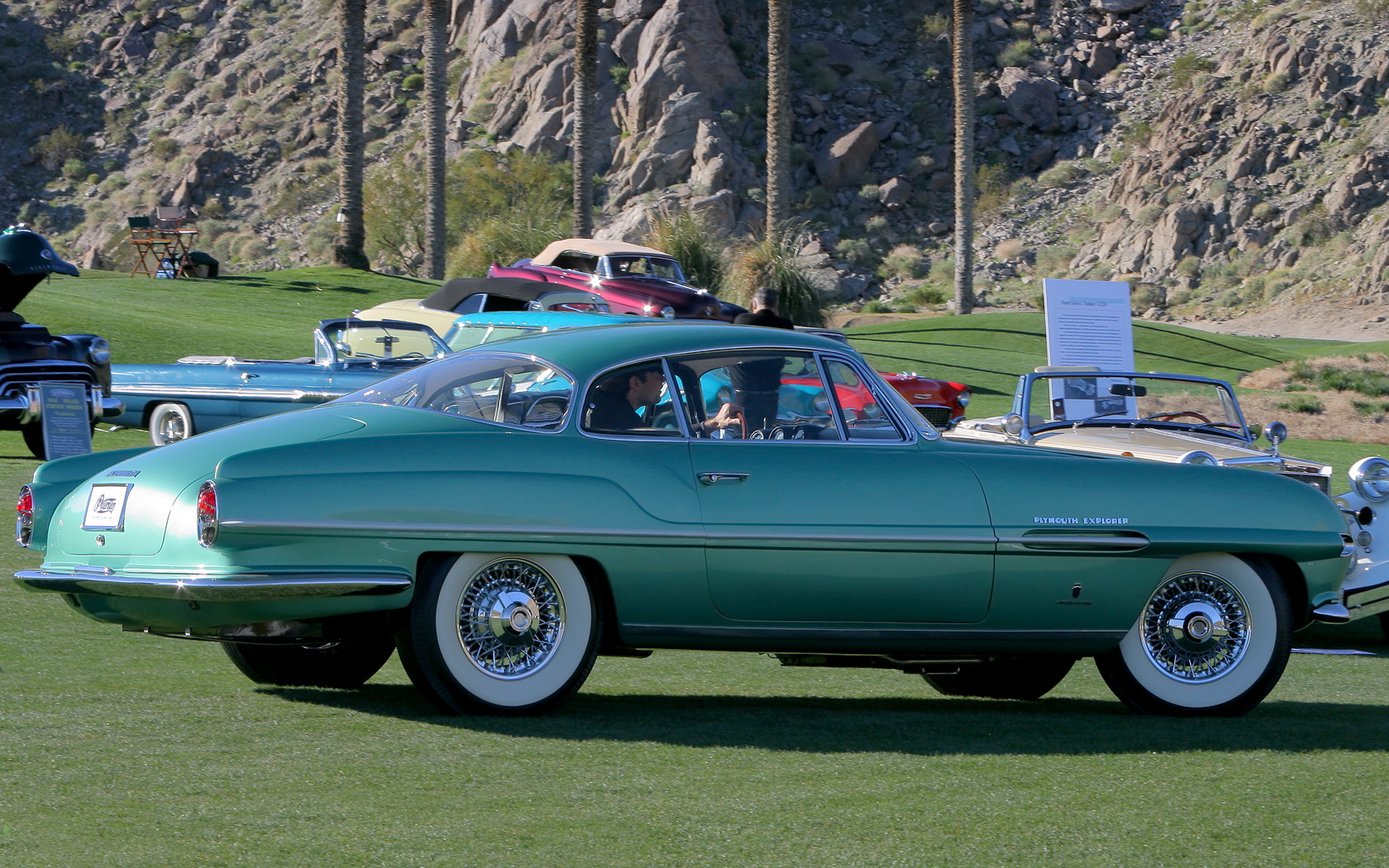

Elle est motorisée avec un moteur 6 cylindres en ligne de 3,6 L de cylindrée de 110 ch pour 185 km/h de vitesse de pointe,
Ce concept car de 1954 est en concurrence entre autres avec des Chevrolet Corvette C1, Ford Thunderbird, Kaiser Darrin, Pontiac Bonneville Special, Volkswagen Karmann Ghia, ou Mercedes-Benz 300 SL...

## Voiture de collection
Ce modèle unique, entièrement restauré avec sa couleur verte d'origine, est acquis depuis les années 1990 par le Petersen Automotive Museum de Los Angeles en Californie.